# K3 League
La K3 League es una competición de fútbol en Corea del Sur. Creado en 2020, se considera el tercer nivel del sistema de la liga de fútbol de Corea del Sur. Después de la temporada 2019, la antigua Liga Nacional de Corea y la Liga K3 Avanzada desaparecieron y fueron rebautizadas como Liga K3.

## Historia
En 1964, se inició una liga semiprofesional que existió hasta 2002 con la Liga Nacional de Fútbol Semiprofesional de Corea. En 2003, fue reemplazada por la Liga Nacional de Corea (KNL), y 15 clubes jugaron en la nueva liga semiprofesional. Con el establecimiento de la K League Challenge (actualmente K League 2) como liga profesional de segundo nivel en 2013, el número de clubes en la KNL ha disminuido. Desde 2017, solo ocho clubes han participado en la liga. Al mismo tiempo, la liga amateur K3 League se ha convertido en una liga de ascenso y descenso al dividirse en dos ligas: la avanzada y la básica. En 2015, se anunciará el plan de reforma estructural de la Asociación de Fútbol de Corea para fusionar las Ligas KNL y K3. A finales de 2019, tanto la KNL como la antigua K3 Leagues se disolvieron, reemplazadas por dos nuevos perfiles de clase: K3 League y K4 League. En 2020, se lanzó la nueva K3 League con un total de 16 equipos, con ocho equipos en la KNL, siete equipos en la K3 League Advanced (incluido un equipo promovido de la K3 League Basic) y un equipo en la K3 League Basic.

## Formato de competición
El sistema de ascenso y descenso existe entre la Liga K3 y la Liga K4.
En 2020, la K3 League tendrá 16 equipos que jugarán una etapa doble round-robin nuevamente en un total de 30 juegos. Los equipos no podrán ascender al nivel superior ya que la K League 2 se juega bajo un sistema de liga diferente. Sin embargo, los equipos podrán descender a la K4 League.
Pero a partir del 2023 se planea introducir el sistema de ascenso y descenso entre K League 2 y la K3 League.

## Clubes actuales
| Equipo                                  | Ciudad     | Estadio                              | Entrenador      | Primera temporada | En liga desde | Temporadas | Último título |
| --------------------------------------- | ---------- | ------------------------------------ | --------------- | ----------------- | ------------- | ---------- | ------------- |
| Busan Transportation Corporation FC     | Busan      | Estadio Busan Gudeok                 | Park Sang-in    | 2020              | 2020 –        | 2          | —             |
| Changwon City FC                        | Changwon   | Centro de fútbol de Changwon         | Choi Kyung-don  | 2020              | 2020 –        | 2          | —             |
| Cheonan City FC                         | Cheonan    | Centro de fútbol Cheonan             | Kim Tae-young   | 2020              | 2020 –        | 2          | —             |
| Cheongju FC                             | Cheongju   | Parque de fútbol de Heungdeok        | Seo Won-sang    | 2020              | 2020 –        | 2          | —             |
| Daejeon Korail FC                       | Daejeon    | Complejo deportivo Daejeon Hanbat    | Kim Seung-hee   | 2020              | 2020 –        | 2          | —             |
| Gangneung City FC                       | Gangneung  | Estadio Gangneung                    | Park Moon-young | 2020              | 2020 –        | 2          | —             |
| Gimhae FC                               | Gimhae     | Estadio Público de Gimhae            | Kim Gwi-hwa     | 2020              | 2020 –        | 2          | 2020          |
| Gimpo FC                                | Gimpo      | Estadio de Gimpo                     | Yoo Jong-wan    | 2020              | 2020 –        | 2          | —             |
| Gyeongju Korea Hydro & Nuclear Power FC | Gyeongju   | Estadio cívico de Gyeongju           | Uh Yong-kuk     | 2020              | 2020 –        | 2          | —             |
| Hwaseong FC                             | Hwaseong   | Ciudad deportiva de Hwaseong         | Kim Jong-boo    | 2020              | 2020 –        | 2          | —             |
| FC Mokpo                                | Mokpo      | Centro Internacional de Fútbol Mokpo | Kim Jung-hyuk   | 2020              | 2020 –        | 2          | —             |
| Paju Citizen FC                         | Paju       | Estadio Paju                         | Oh Won-jae      | 2021              | 2021 –        | 1          | —             |
| Pyeongtaek Citizen FC                   | Pyeongtaek | Informes de la ciudad de Sosabeol    | Lee Ho-joon     | 2020              | 2020 –        | 2          | —             |
| Ulsan Citizen FC                        | Ulsan      | Estadio de Ulsan                     | Yoon Kyun-sang  | 2021              | 2021 –        | 1          | —             |
| Yangju Citizen FC                       | Yangju     | Estadio Yangju                       | Lee Seung-hee   | 2020              | 2020 –        | 2          | —             |

1. ↑  A partir del inicio de la temporada 2021.

## Antiguos clubes
La lista no incluye clubes promovidos o relegados.
| Club                | Periodo de actividad | Periodo de actividad | Condición       |
| Club                | Desde                | Hasta                | Condición       |
| ------------------- | -------------------- | -------------------- | --------------- |
| Gyeongju Citizen FC | 2020                 | 2020                 | Disuelto (2020) |

## Campeones

### Títulos por temporada
| Temporada | Campeones | Subcampeones                            |
| --------- | --------- | --------------------------------------- |
| 2020      | Gimhae FC | Gyeongju Korea Hydro & Nuclear Power FC |
| 2021      | TBD       | TBD                                     |